# 语言联合会
语言联合会（英語：Language federation）是指19世纪末—20世纪初移居美国的东欧和南欧移民建立的一系列组织，这些移民普遍致力于实现某种形式的社会主义。其中一些语言联合会加入美国社会主义劳工党；后来，许多加入美国社会党，随后又加入美国共产党的前身组织；也有一些语言联合会继续留在美国社会党内。俄罗斯和芬兰的语言联合会在美国共产党的早期发展中尤为重要。